# Acting Out
Acting Out — рекламний сингл другого студійного альбому Guilty Pleasure, співачки і акторки Ешлі Тісдейл. Пісня була офіційно випущена для цифрового завантаження 21 липня 2009 року в США.

## Інформація про пісню
«Acting Out» була випущена як третій і останній сингл ексклюзивно для iTunes в США та Канаді з релізу Guilty Pleasure. Пісня була випущена 7 липня 2009 року на iTunes в цих країнах. 3 листопада 2009 року, пісня була використана в американському реаліті-шоу MTV Hills, як це сталося з «He Said She Said» в 2007, «It's Alright, It's OK» і «Erase And Rewind» в 2009.